# Seokchon-dong
Seokchon-dong là một dong (phường) của quận Songpa ở Seoul, Hàn Quốc. Tên gọi Seokchon trong hanja có nghĩa là "ngôi làng đá", được đặt theo tên cũ là dolmari (돌마리), bởi vì khu vực này được cho là có nhiều đá.

## Địa điểm tham quan
- Bia đá Samjeondo (서울 삼전도비)
- Công viên hồ Seokchon (석촌호수공원)

## Giáo dục
Các trường học ở Seokchon-dong:
- Trường tiểu học Seokchon Seoul (서울석촌초등학교)

## Giao thông
Đến Seokchon-dong thông qua:
- Ga Seokchon trên tàu điện ngầm Tuyến Seoul 8, Tuyến Seoul 9
- Ga Seokchon Gobun trên tàu điện ngầm Tuyến Seoul 9